# 小坪漁港

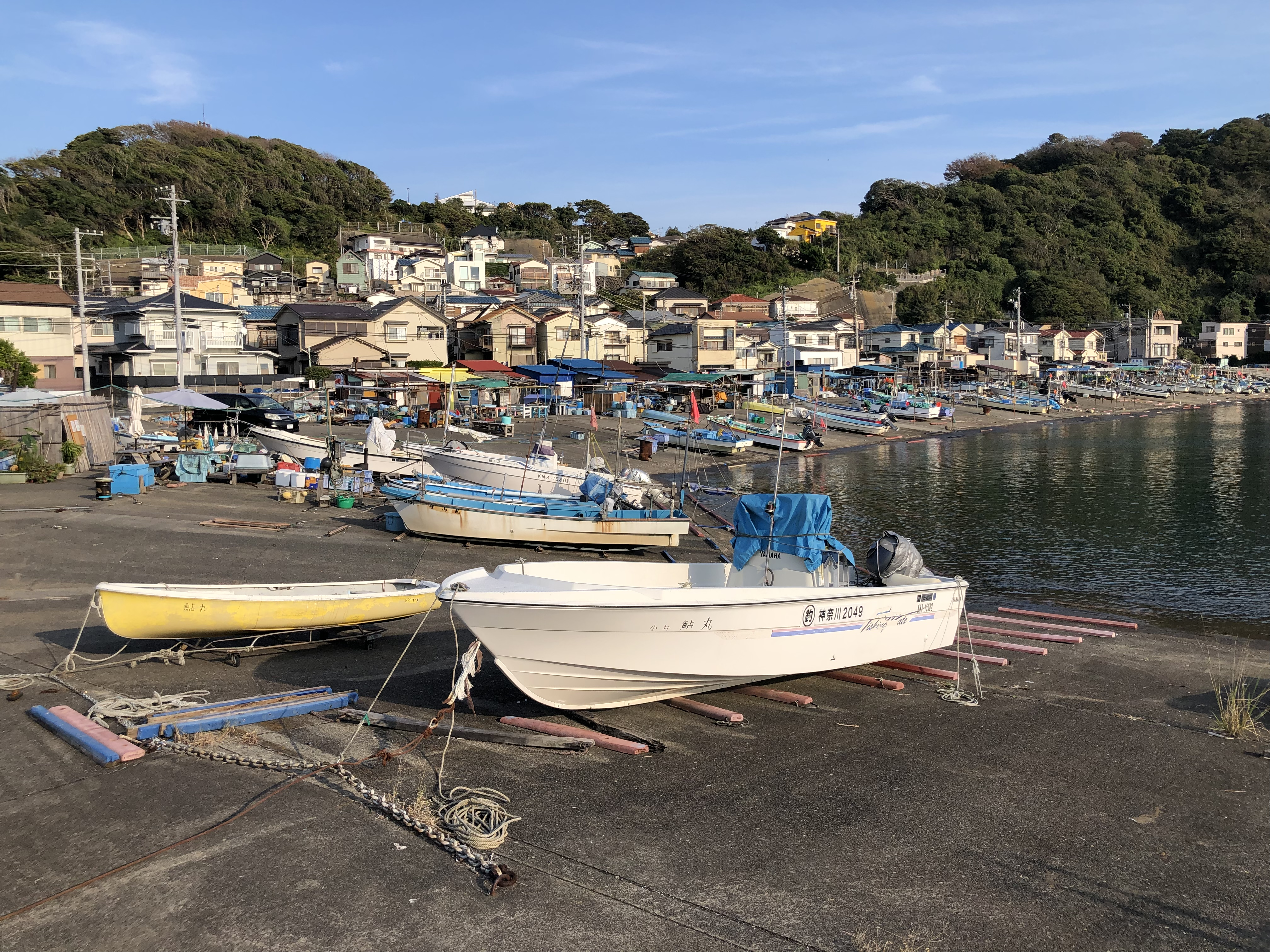
小坪漁港

小坪漁港（こつぼぎょこう）は、神奈川県逗子市小坪にある第1種漁港であり、逗子市内の唯一の漁港である。逗子海岸と鎌倉材木座海岸の間の小湾・小坪湾にあり、鎌倉時代には既に漁港として、鎌倉に魚介類を供給していたとされる。
小坪湾から沖に広がる遠浅の磯根が主な漁場で、曳網（引き網）によるシラス漁、刺し網漁、覗突（みづき）漁と呼ばれる採貝などを主な漁とする。覗突漁は船端から身を乗り出し、口にくわえた眼鏡を通して水中を覗きながら、モリでサザエやアワビ等を採り、その間、足で船を操るという伝統漁法である。また、毎年11月に宮中で行われる新嘗祭には、必ず小坪の海松（ミル）が献上されることになっている。
毎年1月2日は、大漁と海上の安全を祈願し、竜宮（八代龍王大神）に奉納するみかんを漁船上から投げる八大龍王祭り（みかん投げ祭り）が行われる。

## 概要
- 管理者 - 神奈川県逗子市
- 漁業協同組合 - 小坪
- 組合員数 - 37名（2001年（平成13年）12月）
- 漁港番号 - 2110090

## 沿革
- 1952年1月12日 - 第1種漁港に指定

## 主な魚種
- ワカメ
- シラス
- サザエ
- イワシ
- コノシロ

### キャベツウニ養殖
小坪漁業協同組合では、スズキヤが自社各店から出たキャベツの葉（通常は廃棄されるもの）を利用し、漁港の岸壁付近に養殖水槽を設置、キャベツウニの養殖に取り組んでいる。2020年には約1300個を出荷した。出荷先はスズキヤ駅前店である。

## 主な漁業
- 定置網（小型）
- 採藻業
- 海面養殖業（藻類）
- 引き網漁業
- 採貝業

## 港周辺
- 逗子マリーナ
- 小坪トンネル

## 交通
- JR横須賀線逗子駅または京急逗子線逗子・葉山駅より京浜急行バス[鎌40系統]鎌倉駅行きに乗車、小坪海岸停留所下車徒歩すぐ
- JR横須賀線・江ノ島電鉄鎌倉駅より京浜急行バス[鎌40系統]逗子駅行きか[鎌41系統]小坪行きに乗車、小坪停留所下車徒歩3分

## 参考資料
- 水産庁ホームページ 2021年12月閲覧
- 神奈川県水総研メルマガ VOL.021 2003-11-28
- 神奈川県水産技術センターメルマガ VOL.224 2007-12-07

座標: 北緯35度17分43秒 東経139度33分23秒 / 北緯35.29528度 東経139.55639度